# Galbulidae
Galbulidae é uma família de aves Piciformes que compreende várias espécies de arirambas nativas dos neotrópicos, encontradas na América Central e na América do Sul. São aves pequenas que passam maior parte do tempo pousadas nos galhos em busca de insetos, possuem bicos extremamente longos e costumam nidificar dentro buracos em barrancos. Assemelham-se de forma indireta aos abelharucos do Velho Mundo (família Meropidae), embora sejam mais próximos dos pica-paus (família Picidae).
Esta família geralmente está incluída na ordem Piciformes, embora alguns autores a coloquem em sua própria ordem, Galbuliformes, junto com a família Bucconidae.
São várias suas denominações populares: ariramba-da-mata-virgem, ariramba-da-mata, beija-flor-da-mata, beija-flor-da-mata-virgem, beija-flor-do-mato-virgem, beija-flor-grande, cavadeira, cutielão, jacaió, jacamaici, jacamar, jacamarici e uirapiana.

## Etimologia
"Ariramba" vem do tupi ari'rãba. "Jacamaici" e "jacamarici" vêm do tupi. "Uirapiana" vem do tupi wirapi'ana.

## Gêneros e espécies
- Gênero: Galbalcyrhynchus
  - Ariramba-vermelha, Galbalcyrhynchus leucotis
  - Ariramba-castanha, Galbalcyrhynchus purusianus
- Gênero: Brachygalba
  - Agulha-de-dorso-escuro, (ou agulha-sombria)  Brachygalba salmoni
  - Ariramba-pálida, (ou agulha-de-cabeça-branca)  Brachygalba goeringi
  - Ariramba-preta, Brachygalba lugubris
  - Agulha-de-garganta-branca, Brachygalba albogularis
- Gênero: Jacamaralcyon
  - Cuitelão, Jacamaralcyon tridactyla
- Gênero: Galbula
  - Ariramba-de-bico-amarelo, Galbula albirostris
  - Ariramba-da-mata, Galbula cyanicollis
  - Ariramba-de-cauda-ruiva, Galbula ruficauda
  - Ariramba-de-cauda-verde, Galbula galbula
  - Ariramba-do-rio-purus, (ou ariramba-acobreada) Galbula pastazae
  - Ariramba-da-capoeira, Galbula cyanescens
  - Ariramba-de-barba-branca, Galbula tombacea
  - Ariramba-violácea, Galbula chalcothorax
  - Ariramba-bronzeada, Galbula leucogastra
  - Ariramba-do-paraíso, Galbula dea
- Gênero: Jacamerops
  - Jacamaraçu, Jacamerops aureus